# Merodeador Enmascarado
El Merodeador Enmascarado es un personaje ficticio que aparece en los cómics estadounidenses publicados por Marvel Comics. Sirvió brevemente como el villano central del título de Daredevil.

## Historial de publicaciones
El Merodeador Enmascarado apareció por primera vez en Daredevil #16-19 (mayo-agosto de 1966) y fue creado por Stan Lee, John Romita Sr. y Frank Giacoia.
El personaje aparece posteriormente en Daredevil #22-23 (noviembre-diciembre de 1966), #26-27 (marzo-abril de 1967), Iron Man #60-61 (julio-agosto de 1973, Werewolf by Night #42-43 (enero, marzo de 1977) y Peter Parker, the Spectacular Spider-Man #25-28 (diciembre de 1978-marzo de 1979). El personaje aparece nuevamente muchos años después en Punisher War Journal #4 (abril de 2007).
El Merodeador Enmascarado recibió una entrada en All-New Official Handbook of the Marvel Universe A to Z: Update #3 (2007).

## Biografía ficticia

### Versus Daredevil
Frank Farnum era el administrador del edificio de Manhattan en el que residen las oficinas legales de Nelson y Murdock. Nunca se ha revelado cómo y por qué se convirtió en el Merodeador Enmascarado. Apareció por primera vez como un líder criminal ya exitoso con hombres, dinero y recursos a su disposición.
El Merodeador Enmascarado llamó la atención del público por primera vez en un enfrentamiento con Spider-Man; Spider-Man frustró sus planes, pero el propio Merodeador escapó.Más tarde volvió a chocar con Spider-Man, con el mismo resultado, cuando lanzó un gran ataque al edificio World Motors para robar un nuevo diseño de motor de automóvil, el XB-390, con la intención de modificarlo para convertirlo en un arma.
Para evitar que Spider-Man lo detuviera por tercera vez, ordenó a media docena de sus hombres que se hicieran pasar por Daredevil y atacaran a Spider-Man, con la esperanza de que los dos superhéroes entraran en conflicto. Cuando se enteró de una pelea entre Spider-Man y Daredevil a través de una transmisión de noticias en vivo, ejecutó un nuevo asalto al edificio World Motors y robó el XB-390.Sin embargo, J. Jonah Jameson tendió una trampa al anunciar que el XB-390 es inútil sin la fórmula para alimentarlo. Cayendo en el engaño, el Merodeador Enmascarado atacó el Edificio World Motors nuevamente, y sus planes fueron nuevamente frustrados por Spider-Man. Enfurecido, derrotó a Spider-Man e intentó matarlo, pero fue detenido por Daredevil. Una vez más, todos sus hombres fueron capturados. Mientras huía de la escena, escuchó a Foggy Nelson, un abogado que trabajaba en una oficina de su edificio, insinuando a Karen Page que él es realmente Daredevil.Días después, notó que Page iba al despacho de abogados una tarde; Ante sus sospechas, la confrontó en su identidad civil con la esperanza de que ella revelara algunos de los secretos de Nelson (debido a un descuido editorial, en esta escena se le conoce como "Sr. Dunn"). Sin embargo, Page no reveló nada y se desmayó durante la conversación.Durante este tiempo contrató a Nelson para redactar nuevos contratos de arrendamiento para su edificio;nunca se revela si esto era realmente una cuestión de negocios o una excusa para estudiar más de cerca al hombre que creía que era Daredevil.
Al enfrentarse a nuevos hombres, seleccionados del inframundo de la ciudad de Nueva York, el Merodeador dispuso que el Gladiador saliera de prisión. Tenía la intención de utilizarlo como músculo glorificado, pero el Gladiador resultó muy difícil de domar y el Merodeador se vio obligado a aceptarlo como su compañero. Mientras tanto, ordenó a sus hombres atacar a Foggy Nelson en su oficina. Aunque fracasaron, su ataque reveló que Nelson no era en realidad Daredevil.Con el Gladiador, ideó un plan para apoderarse de Maggia derrotando públicamente a Daredevil, y envió a un androide llamado Tri-Man contra él. Cuando esto falló, transportó a Gladiator y Daredevil a un set de película del Coliseo controlado por Maggia. Sin embargo, el Gladiador se negó a seguir luchando contra Daredevil después de que este lo salvó de los leones de la arena. Desconcertada por sus repetidos fracasos, Maggia le dijo al Merodeador Enmascarado que "ni siquiera te querrían como mascota".
Aún convencido de que existe alguna conexión entre Nelson y Daredevil, el Merodeador se asoció con el Zancudo y secuestró a Nelson, a su compañero Matt Murdock (el alter ego de Daredevil) y a Karen Page, manteniéndolos cautivos en un helicóptero rodeado por un campo de fuerza que desintegra todo lo que entra en contacto. Murdock les dijo que Daredevil es su hermano gemelo Mike y, mientras Stilt-Man buscaba al inexistente Mike, se puso su disfraz. Luchó contra el Merodeador y, sin querer, lo lanzó al campo de fuerza letal.

### Luchando contra otros héroes
Se dio por muerto al Merodeador Enmascarado hasta que reapareció en Detroit algunos años después. Reveló que su desintegrador de campo de fuerza era en realidad un dispositivo de teletransportación que le permitía escapar y empezar de nuevo en otro lugar.Con sus secuaces Steele y Hacker, robó el transbordador espacial experimental de Tony Stark y chocó con Iron Man, quien lo derrotó.
Más tarde, el Merodeador volvió a encontrarse con Iron Man junto con Jack Russell, el Hombre Lobo. Sus planes (con sus nuevos secuaces Pardee, Creach y Strenk) implicaban crear el Tri-Animan (un androide creado mediante la fusión de tres animales en lugar de tres hombres) para ayudarlo en su venganza contra Maggia. El fallo.
Cuando apareció de nuevo el Merodeador, de alguna manera se había convertido en Big M, el líder de la "familia" Nefaria de Maggia. En la batalla con Spider-Man y Daredevil, cegó "permanentemente" al lanzador de telarañas y amenazó a Nueva York con su "bombadroide", un Tri-Man que llevaba un dispositivo nuclear. Cuando un Spider-Man cegado logró desactivar la bomba, Daredevil derrotó al Merodeador.

### Post-Civil War
El Merodeador Enmascarado, junto con varios supervillanos de bajo nivel, estaba asistiendo a una pelea de bar, funeral o visualización del Zancudo (asesinado por Punisher), cuando Punisher (haciéndose pasar por un barman) envenenó sus bebidas antes de volar el barra arriba.A todos tuvieron que hacerles un lavado de estómago y recibir tratamiento por quemaduras de tercer grado.

### Invasión secreta
Durante la historia de Invasión secreta, se vio al Merodeador Enmascarado ayudando a Hood a luchar contra los Skrulls.

## Poderes y habilidades
El Merodeador Enmascarado es un científico criminal disfrazado cuyo casco proyecta "explosiones ópticas" que pueden cegar temporal o permanentemente a una víctima. Es un genio de la ingeniería y sus inventos incluyen el Tri-Man, el Tri-Animan, el Bombdroid, un camión con un "polipasto hidráulico", un helicóptero con un campo de fuerza y un dispositivo de teletransportación que puede afectar incluso a objetivos involuntarios que están muy lejos. También tiene una modesta formación en artes marciales.
Sus habilidades de planificación y su don para inspirar confianza le han permitido comandar equipos de secuaces bien entrenados. Sin embargo, sus caprichos mentales a menudo arruinan sus planes. El sufre un trastorno de personalidad obsesivo-compulsivo e insiste en que sus hombres ejecuten sus planes de acuerdo con cronogramas que programan cada paso hasta el segundo. Incluso una desviación de unos segundos de uno de sus horarios le provoca una gran agitación. También es excesivamente arrogante y siempre asume que sus oponentes quedarán completamente indefensos debido a sus opti-blasts, a pesar de que repetidamente se ha demostrado que está equivocado en este punto.